# 입도분포 곡선
입도분포 곡선(grain-size distribution curve)은 토질역학에서 흙 시료를 채취했을 때 크기에 따라 어떤 비율로 분포하는지를 나타내는 곡선이다. 체 분석 또는 비중계 분석 결과를 정리하는 데 쓰인다. 입자의 크기가 0.075mm이상인 경우 체 분석(sieve analysis)을 하고, 이하인 경우 비중병 실험(hydrometer analysis)을 한다. 가로축은 흙 입자의 입경이고 세로축은 통과중량백분율 혹은 잔류중량백분율이다. 오른쪽 그림의 예에서는 통과중량백분율을 사용했다.
곡선이 누워있을수록 여러 입경의 흙 입자가 골고루 있다는 것을 의미하고(입도분포 양호, 양입도, 균등), 곡선이 서 있을수록 비슷한 입경의 흙 입자만 있다는 것을 의미한다.(입도분포 불량, 빈입도, 불균등)

## 지표
유효입경(effective size, D10)은 통과중량백분율 10%에 해당되는 흙 입자의 입경이다. 예를 들어 제시된 그래프에서 fine sand의 유효입경은 0.06mm이다.
균등계수(coefficient of uniformity, Cu)는 유효입경에 대한 통과중량백분율 60%에 해당하는 흙 입자 입경(D60)의 비이다.
{\displaystyle C_{u}={\frac {D_{60}}{D_{10}}}}
곡률계수(coefficient of curvature, Cg)는 다음과 같다.
{\displaystyle C_{g}={\frac {D_{30}^{2}}{D_{10}\times D_{60}}}}

## 참고 문헌
- 장병욱; 전우정; 송창섭; 유찬; 임성훈; 김용성 (2010). 《토질역학》. 구미서관. 48-49쪽. ISBN 978-89-8225-697-4.
- 이인모 (2014). 《토질역학의 원리》 2판. 씨아이알. 6쪽. ISBN 979-11-5610-009-6.
- 산업표준심의회 (2016). “KS F 2324 흙의 공학적 분류 방법”. 《e나라 표준인증》. 3쪽. 2018년 3월 16일에 확인함.

## 같이 보기
- 통일분류법
- 체 분석
- 조립률